# Raorchestes agasthyaensis
Espèce
Raorchestes agasthyaensis est une espèce d'amphibiens de la famille des Rhacophoridae.

## Systématique
L'espèce Raorchestes agasthyaensis a été décrite en 2011 par Anil Zachariah (d), K. P. Dinesh (d), E. Kunhikrishnan (d), Sandeep Das (d), David V. Raju (d), Chandrasekharamenon Radhakrishnan (d), Muhamed Jafer Palot (d) et S. Kalesh (d).

## Répartition
Cette espèce est endémique du Kerala en Inde. Elle se rencontre à environ 600 m d'altitude dans les districts de Quilon et de Thiruvananthapuram dans les Ghats occidentaux.

## Description
L'holotype de Raorchestes agasthyaensis mesure 18 mm. Son dos est brun grisâtre clair avec une marque en forme de V qui s'étend de la nuque jusqu'aux membres antérieurs. Sa face ventrale est blanchâtre avec des taches brunes.

## Étymologie
Son nom d'espèce, composé de agasthya et du suffixe latin -ensis, « qui vit dans, qui habite », lui a été donné en référence au lieu de sa découverte, la Agastyamalai Biosphere Reserve, la réserve biologique de « la demeure du sage Agastya ».

## Publication originale
- Zachariah, Dinesh, Kunhikrishnan, Das, Raju, Radhakrishnan, Palot &, Kalesh, 2011 : « Nine new species of frogs of the genus Raorchestes (Amphibia: Anura: Rhacophoridae) from southern Western Ghats, India ». Biosystematica, vol. 5, p. 25-48 (lire en ligne).